# Dicranota
Dicranota là một chi ruồi trong họ Pediciidae.

## Các loài
- Phân chi Amalopina Brunetti, 1912

- Dicranota delectata Alexander, 1930
- Dicranota elegantula (Brunetti, 1912)
- Dicranota fumicostata Alexander, 1935
- Dicranota hyalipennis Alexander, 1938
- Dicranota megaplagiata Alexander, 1933
- Dicranota melanoleuca Alexander, 1965

- Phân chi Amalopinodes Alexander, 1950

- Dicranota phantasma Alexander, 1950

- Phân chi Dicranota Zetterstedt, 1838

- Dicranota amatrix Alexander, 1965
- Dicranota argentea Doane, 1900
- Dicranota astigma Alexander, 1954
- Dicranota bernardinensis Alexander, 1966
- Dicranota bicornigera Savchenko, 1978
- Dicranota bimaculata (Schummel, 1829)
- Dicranota caesia Alexander, 1933
- Dicranota clementi Alexander, 1956
- Dicranota cosymbacantha Alexander, 1963
- Dicranota crassicauda Tjeder, 1972
- Dicranota currani Alexander, 1926
- Dicranota diacantha Alexander, 1968
- Dicranota divaricata Alexander, 1925
- Dicranota fastuosa Alexander, 1963
- Dicranota fumipennis Alexander, 1941
- Dicranota garhwalensis Alexander, 1960
- Dicranota guerini Zetterstedt, 1838
- Dicranota impotens Alexander, 1963
- Dicranota irregularis Pierre, 1922
- Dicranota longisector Alexander, 1960
- Dicranota mannheimsi Savchenko, 1972
- Dicranota nippoalpina Alexander, 1933
- Dicranota nipponica Alexander, 1919
- Dicranota notmani Alexander, 1943
- Dicranota noveboracensis Alexander, 1914
- Dicranota nubecula Alexander, 1933
- Dicranota parvella Alexander, 1954
- Dicranota polaris (Riedel, 1919)
- Dicranota quadrihamata Savchenko, 1977
- Dicranota rainierensis Alexander, 1968
- Dicranota retrorsa Savchenko, 1972
- Dicranota sicaria Alexander, 1947
- Dicranota stainsi Alexander, 1948
- Dicranota strepens Alexander, 1960
- Dicranota tetonicola Alexander, 1945
- Dicranota yezoensis Alexander, 1924

- Phân chi Euamalopina Alexander, 1950

- Dicranota perelegantula Alexander, 1950

- Phân chi Eudicranota Alexander, 1934

- Dicranota catawbiensis Alexander, 1940
- Dicranota circipunctata Alexander, 1949
- Dicranota dicranotoides (Alexander, 1924)
- Dicranota dione Alexander, 1957
- Dicranota notabilis Alexander, 1929
- Dicranota pallida Alexander, 1914
- Dicranota pallidipes Alexander, 1933
- Dicranota perdistincta Alexander, 1940
- Dicranota radialis Alexander, 1941
- Dicranota sibirica (Alexander, 1925)
- Dicranota simplex Alexander, 1938
- Dicranota tigriventris Alexander, 1967
- Dicranota yonahlossee Alexander, 1941

- Phân chi Ludicia Hudson & Vane-Wright, 1969

- Dicranota aberrans Savchenko, 1980
- Dicranota asignata Alexander, 1964
- Dicranota claripennis (Verrall, 1888)
- Dicranota clausa Alexander, 1938
- Dicranota emarginata (Alexander, 1945)
- Dicranota iranensis (Alexander, 1975)
- Dicranota lucidipennis (Edwards, 1921)
- Dicranota megomma Alexander, 1962
- Dicranota metaspectralis Alexander, 1965
- Dicranota niphas Alexander, 1962
- Dicranota paraspectralis Alexander, 1964
- Dicranota perpallida Alexander, 1965
- Dicranota reticularis Alexander, 1960
- Dicranota spectralis (Brunetti, 1918)
- Dicranota subreticularis Alexander, 1964
- Dicranota subspectralis Alexander, 1960
- Dicranota trichoneura Alexander, 1960
- Dicranota trifurcata (Edwards, 1928)

- Phân chi Paradicranota Alexander, 1934

- Dicranota auripontium Stary & Krzeminski, 1993
- Dicranota brevicornis Bergroth, 1891
- Dicranota brevitarsis Bergroth, 1891
- Dicranota candelisequa Stary, 1981
- Dicranota capillata Lackschewitz, 1940
- Dicranota carbo Stary, 1998
- Dicranota cinerascens Lackschewitz, 1940
- Dicranota concavista Savchenko, 1977
- Dicranota consimilis Mendl, 1987
- Dicranota eucera Osten Sacken, 1869
- Dicranota flammatra Stary, 1981
- Dicranota fuscipennis Lackschewitz, 1940
- Dicranota gracilipes Wahlgren, 1905
- Dicranota hirtitergata Savchenko, 1979
- Dicranota iowa Alexander, 1920
- Dicranota lackschewitziana Mendl, 1988
- Dicranota landrocki Czizek, 1931
- Dicranota martinovskyi Stary, 1974
- Dicranota mikiana Lackschewitz, 1940
- Dicranota minuta Lackschewitz, 1940
- Dicranota ophidia Alexander, 1975
- Dicranota pallens Lackschewitz, 1940
- Dicranota parviuncinata Savchenko, 1983
- Dicranota pavida (Haliday, 1833)
- Dicranota pretiosa Alexander, 1963
- Dicranota reitteri Mik, 1882
- Dicranota rivularis Osten Sacken, 1860
- Dicranota robusta Lundstrom, 1912
- Dicranota rorida Lackschewitz, 1940
- Dicranota rostrata Mendl, 1987
- Dicranota schistacea Lackschewitz, 1940
- Dicranota simulans Lackschewitz, 1940
- Dicranota spiralis Savchenko, 1980
- Dicranota subflammatra Stary, 1998
- Dicranota subtilis Loew, 1871

- Phân chi Plectromyia Osten Sacken, 1869

- Dicranota acuminata Mendl, 1972
- Dicranota cascadica Alexander, 1949
- Dicranota confusa (Alexander, 1924)
- Dicranota engelmannia Alexander, 1943
- Dicranota incompleta (Brunetti, 1912)
- Dicranota kulshanensis Alexander, 1949
- Dicranota lassenensis Alexander, 1964
- Dicranota modesta (Osten Sacken, 1869)
- Dicranota nooksackiae Alexander, 1949
- Dicranota petiolata (Alexander, 1919)
- Dicranota reducta (Alexander, 1921)
- Dicranota tergata (Alexander, 1926)
- Dicranota townesi Alexander, 1940

- Phân chi Polyangaeus Doane, 1900

- Dicranota maculata (Doane, 1900)
- Dicranota megalops Alexander, 1945
- Dicranota subapterogyne (Alexander, 1943)

- Phân chi Rhaphidolabina Alexander, 1916

- Dicranota flaveola (Osten Sacken, 1869)

- Phân chi Rhaphidolabis Osten Sacken, 1869

- Dicranota akshobya Alexander, 1963
- Dicranota angulata Alexander, 1936
- Dicranota angustistyla Alexander, 1940
- Dicranota arjuna Alexander, 1964
- Dicranota atripes (Alexander, 1928)
- Dicranota avis (Alexander, 1926)
- Dicranota babai Alexander, 1958
- Dicranota balarama Alexander, 1961
- Dicranota basistylata Alexander, 1958
- Dicranota biloba Alexander, 1936
- Dicranota brachyneura Alexander, 1960
- Dicranota brunettii (Edwards, 1916)
- Dicranota cayuga (Alexander, 1916)
- Dicranota cazieriana Alexander, 1944
- Dicranota chorisa Alexander, 1967
- Dicranota commutata Savchenko, 1976
- Dicranota complicata Savchenko, 1979
- Dicranota consors (Alexander, 1923)
- Dicranota denningi Alexander, 1966
- Dicranota diprion Alexander, 1964
- Dicranota exclusa (Walker, 1848)
- Dicranota fascipennis (Brunetti, 1911)
- Dicranota fenderi Alexander, 1954
- Dicranota ferruginea Savchenko, 1983
- Dicranota festa Alexander, 1966
- Dicranota flavibasis (Alexander, 1919)
- Dicranota forceps (Alexander, 1924)
- Dicranota furcistyla Alexander, 1954
- Dicranota gibbera (Alexander, 1921)
- Dicranota hickmanae Alexander, 1940
- Dicranota hoplomera Alexander, 1960
- Dicranota idiopyga Alexander, 1953
- Dicranota indica (Brunetti, 1912)
- Dicranota indra Alexander, 1961
- Dicranota integriloba Alexander, 1943
- Dicranota kaliya Alexander, 1963
- Dicranota khumyarae Alexander, 1960
- Dicranota lacteipennis Alexander, 1961
- Dicranota laticollis Alexander, 1968
- Dicranota luteibasis Alexander, 1966
- Dicranota luteola Alexander, 1938
- Dicranota macracantha Alexander, 1947
- Dicranota major (Alexander, 1917)
- Dicranota mesasiatica Savchenko, 1973
- Dicranota mexicana Alexander, 1946
- Dicranota neoconsors Alexander, 1938
- Dicranota neomexicana (Alexander, 1912)
- Dicranota nooksackensis Alexander, 1949
- Dicranota nuptialis Alexander, 1948
- Dicranota obesistyla Alexander, 1960
- Dicranota ompoana Alexander, 1945
- Dicranota ontakensis Alexander, 1947
- Dicranota pallidithorax Alexander, 1935
- Dicranota paraconsors Alexander, 1955
- Dicranota perlongiseta Alexander, 1966
- Dicranota perproducta Alexander, 1965
- Dicranota persessilis Alexander, 1954
- Dicranota persimilis (Alexander, 1920)
- Dicranota plana Alexander, 1934
- Dicranota platymera Alexander, 1934
- Dicranota polymera Alexander, 1933
- Dicranota polymeroides (Alexander, 1914)
- Dicranota praecisa Alexander, 1938
- Dicranota princeps Alexander, 1950
- Dicranota pristis Alexander, 1964
- Dicranota profunda Alexander, 1950
- Dicranota punctipennis (Edwards, 1928)
- Dicranota querula Alexander, 1944
- Dicranota rhododendri Alexander, 1966
- Dicranota rogersiana (Alexander, 1925)
- Dicranota rostrifera Alexander, 1946
- Dicranota rubescens (Alexander, 1916)
- Dicranota sanctaeluciae Alexander, 1964
- Dicranota separata Alexander, 1969
- Dicranota serrulifera Alexander, 1950
- Dicranota sessilis (Alexander, 1917)
- Dicranota setulifera Alexander, 1950
- Dicranota shushna Alexander, 1961
- Dicranota sinoalpina Alexander, 1933
- Dicranota sordida (Brunetti, 1911)
- Dicranota spina Alexander, 1933
- Dicranota squarrosa Savchenko, 1976
- Dicranota stenomera Alexander, 1966
- Dicranota stenostyla Alexander, 1963
- Dicranota stigma (Alexander, 1924)
- Dicranota subconsors (Alexander, 1924)
- Dicranota subsessilis (Alexander, 1921)
- Dicranota subsordida Alexander, 1935
- Dicranota subtumidosa Alexander, 1968
- Dicranota tashepa Alexander, 1966
- Dicranota tehama Alexander, 1950
- Dicranota tenuipes (Osten Sacken, 1869)
- Dicranota trichopyga Alexander, 1966
- Dicranota trilobulata Alexander, 1958
- Dicranota tuberculata Alexander, 1936
- Dicranota tumidosa Alexander, 1960
- Dicranota unilobata Alexander, 1964
- Dicranota uninebulosa Alexander, 1935
- Dicranota uniplagia Alexander, 1954
- Dicranota vajra Alexander, 1961
- Dicranota vanduzeei (Alexander, 1930)
- Dicranota vishnu Alexander, 1963
- Dicranota vritra Alexander, 1961
- Dicranota xanthosoma Alexander, 1944
- Dicranota yanoana Alexander, 1958

## Hình ảnh

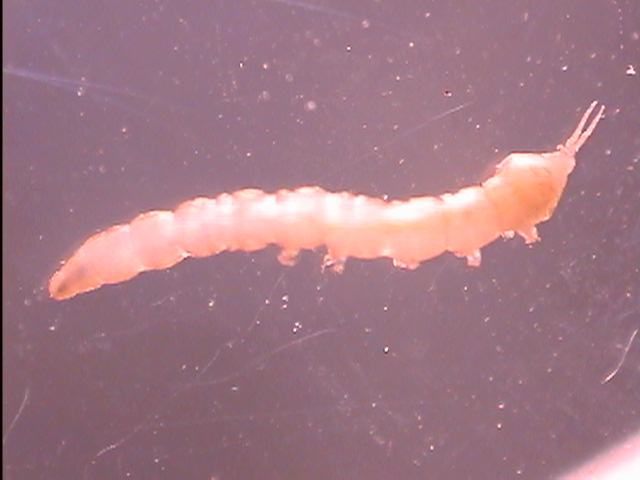
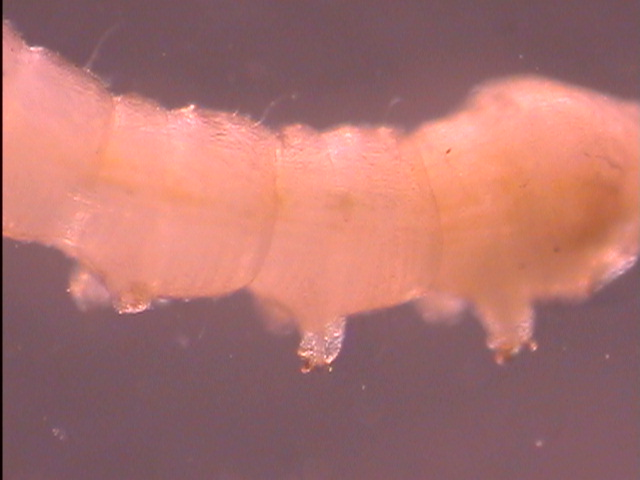